# Saint-Marcel-d'Ardèche
Saint-Marcel-d'Ardèche é uma comuna francesa na região administrativa de Auvérnia-Ródano-Alpes, no departamento de Ardèche. Estende-se por uma área de 36,12 km². Em 2010 a comuna tinha 2 449 habitantes (densidade: 67,8 hab./km²).